# (5753) Yoshidatadahiko
(5753) Yoshidatadahiko es un asteroide perteneciente al cinturón de asteroides descubierto el 4 de marzo de 1992 por Kin Endate y el también astrónomo Kazuro Watanabe desde el Observatorio de Kitami, Hokkaidō, Japón.

## Designación y nombre
Designado provisionalmente como 1992 EM. Fue nombrado Yoshidatadahiko en homenaje a Tadahiko Yoshida, director de la oficina regional de Tsukuba de la compañía Advanced Engineering Service, que apoya el desarrollo espacial para la NASDA.

## Características orbitales
Yoshidatadahiko está situado a una distancia media del Sol de 2,266 ua, pudiendo alejarse hasta 2,638 ua y acercarse hasta 1,894 ua. Su excentricidad es 0,164 y la inclinación orbital 8,608 grados. Emplea 1246,17 días en completar una órbita alrededor del Sol.

## Características físicas
La magnitud absoluta de Yoshidatadahiko es 13,3. Tiene 5,777 km de diámetro y su albedo se estima en 0,304. 